# Parlamento das Ilhas Baleares

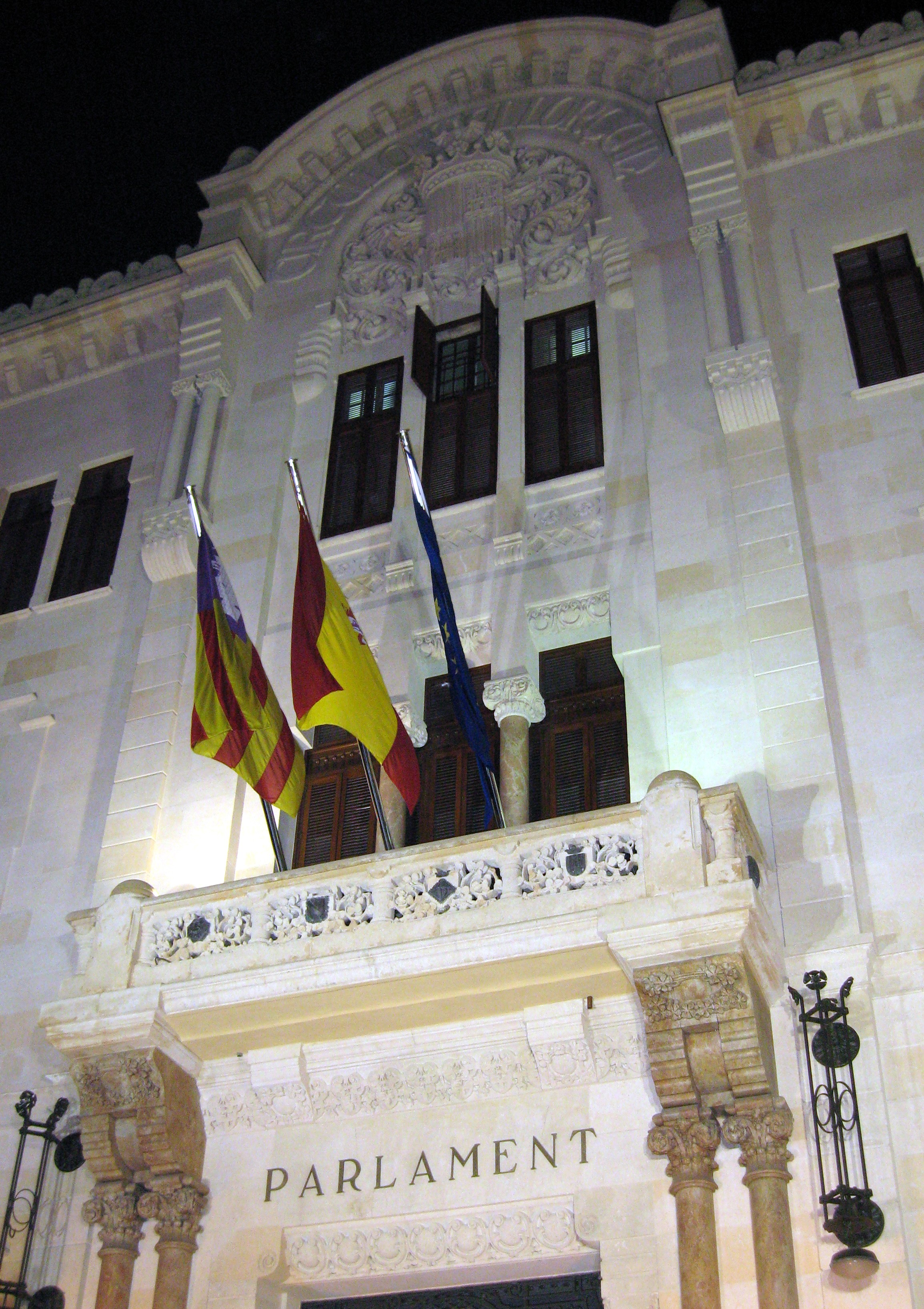
Edifício do parlamento em Palma de Maiorca

O Parlamento das Ilhas Baleares (em catalão: Parlament de les Illes Balears) é, segundo o Estatuto de Autonomia, a representação do povo das Ilhas Baleares, o que corresponde o exercício do poder legislativo, aprova os orçamentos, exerce o controle do Governo e elege o Presidente das Ilhas Baleares.
Sua sede se encontra em Palma de Maiorca. Seu presidente em Junho de 2025 é Gabriel Le Senne, do VOX.